# Tangara de Wetmore
Tephrophilus wetmorei
Genre
Espèce
Statut de conservation UICN

 VU C2a(i) : Vulnérable
Le Tangara de Wetmore (Tephrophilus wetmorei) est une espèce de petits passereaux de la famille des Thraupidae. Son aire de répartition s'étend sur les Andes orientales, en Colombie, Équateur et Pérou.
C'est une espèce monotypique (non subdivisée en sous-espèces).

## Nomenclature
Son nom commémore l'ornithologue américain Alexander Wetmore (1886-1978).